# Juan Koscina
Juan Ulises Koscina González (* 1. Juni 1946 in Vallenar; † 2. März 2005 in La Serena) war ein chilenischer Fußballspieler. Der Mittelfeldspieler wurde zweimal mit CSD Colo-Colo chilenischer Meister.

## Karriere
Juan Koscina, auch Mago oder Papillón genannt, begann das Fußballspielen bei Población Quinta aus seinem Stadtviertel in La Serena. In der Jugend wechselte er zu Deportes La Serena, wo er nach seinem Schulabschluss an der Escuela Agrícola 1966 debütierte. Bereits in der Folgesaison war er Stammspieler und schloss sich 1970 Rekordmeister CSD Colo-Colo an, mit dem er die beiden Meistertitel 1970 und 1972 gewann. Nach seiner ersten Rückkehr zu Deportes La Serena lief er für Universidad de Chile auf. Später spielte der Mittelfeldspieler noch für Trasandino, den Aurora FC in Guatemala und kehrte 1982 wieder zu La Serena zurück, wo er 1985 seine Profikarriere beendete.

## Erfolge
Colo-Colo
- Chilenischer Meister: 1970, 1972